# Dun Tana Lewoingu
Dun Tana Lewoingu is een bestuurslaag in het regentschap Flores Timur van de provincie Oost-Nusa Tenggara, Indonesië. Dun Tana Lewoingu telt 433 inwoners (volkstelling 2010).